# Angie Harmon
Angela Michelle Harmon, detta Angie (Highland Park, 10 agosto 1972), è un'attrice ed ex modella statunitense.

## Biografia
Angie Harmon nasce ad Highland Park, una cittadina sita a circa 6 km a nord di Dallas (nel Texas), il 10 agosto del 1972, figlia di Lawrence Paul "Larry" Harmon, un infermiere statunitense di origini tedesche ed irlandesi, e di Daphne Demar Caravageli, una casalinga statunitense di origini  greche, che si separarono quando era piccola. Dal 1995 è conosciuta per il ruolo in Baywatch Nights dove ha interpretato Ryan McBride e per aver interpretato Abigail Abbie Carmichael in Law & Order - I due volti della giustizia, personaggio che ritornerà nella 22ª stagione.
Nel 2000 è stata la voce di Barbara Gordon nel film d'animazione Batman of the Future: Il ritorno del Joker. Nel 2001 è stata protagonista insieme a Charlie Sheen nel film commedia Posta del cuore. Fra 2007 e 2008 ha lavorato nella serie televisiva Women's Murder Club, nel ruolo della protagonista Lindsay Boxer.
Dal 2010 al 2016 è stata la protagonista della serie poliziesca Rizzoli & Isles, nel ruolo della detective Jane Rizzoli.

## Vita privata
Nel 2001 si è sposata con il  giocatore di football Jason Sehorn, da cui ha avuto tre figlie. Si sono separati nel 2014 e nel 2016 hanno ufficializzato il divorzio. Dal 2019 al 2021 è stata legata sentimentalmente all'attore Greg Vaughan.

## Filmografia

### Cinema
- Lawn Dogs, regia di John Duigan (1997)
- Posta del cuore (Good Advice), regia di Steve Rash (2001)
- Agente Cody Banks (Agent Cody Banks), regia di Harald Zwart (2003)
- The Deal, regia di Harvey Khan (2005)
- Dick & Jane - Operazione furto (Fun with Dick and Jane), regia di Dean Parisot (2005)
- End Game, regia di Andy Cheng (2006)
- Caccia spietata (Seraphim Falls), regia di David Von Ancken (2006)
- Prigione di vetro 2 (Glass House: The Good Mother), regia di Steve Antin (2006)

### Televisione
- Renegade - serie TV, episodio 4x08 (1995)
- Baywatch Nights - serie TV, 44 episodi (1995-1997)
- Baywatch - serie TV, 1 episodio (1996)
- C-16: FBI - serie TV, 12 episodi (1997-1998)
- Law & Order - I due volti della giustizia (Law & Order) - serie TV, 72 episodi (1998-2001, 2022)
- Law & Order - Unità vittime speciali (Law & Order: Special Victims Unit) - serie TV, 6 episodi (1999-2000)
- Video Voyeur: The Susan Wilson Story, regia di Tim Hunter - film TV (2002)
- Inconceivable - serie TV, 10 episodi (2005)
- Women's Murder Club - serie TV, 13 episodi (2007-2008)
- Living Proof - La ricerca di una vita (Living Proof), regia di Dan Ireland - film TV (2008)
- Samantha chi? (Samantha Who?) - serie TV, 1 episodio (2009)
- Chuck - serie TV, 1 episodio 3x04 (2010)
- Rizzoli & Isles - serie TV, 105 episodi (2010-2016)

## Doppiatrici italiane
Nelle versioni in italiano dei suoi film, Angie Harmon è stata doppiata da:
- Laura Boccanera in Law & Order - I due volti della giustizia, Posta del cuore, Women's Murder Club, C-16: FBI, End Game, Samantha chi?, Chuck
- Antonella Rinaldi in Baywatch Nights
- Patrizia Burul in Law & Order - Unità vittime speciali
- Francesca Guadagno in Agente Cody Banks
- Monica Ward in Caccia spietata
- Rachele Paolelli in Rizzoli & Isles

Da doppiatrice è sostituita da:
- Stefania Patruno in Batman of the Future, Batman of the Future: Il ritorno del Joker